# Nierskaja (stacja kolejowa)
Nierskaja (ros. Нерская) – węzłowa stacja kolejowa w pobliżu miejscowości Kurowskoje, w rejonie oriechowsko-zujewskim, w obwodzie moskiewskim, w Rosji. Położona jest na Wielkim Pierścieniu Kolei Moskiewskiej.